# Четверники

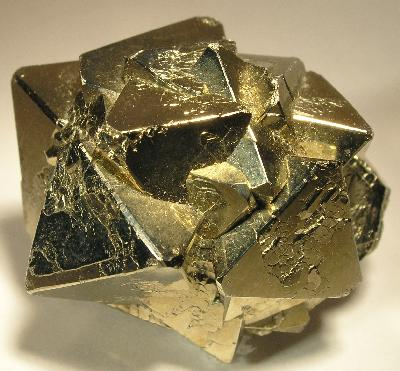

Четверники (рос. четверники, англ. fourlings, нім. Vierling m) – у кристалографії – закономірні зростання кристалів, які складаються з чотирьох індивідів, що знаходяться між собою у двійниковому положенні. Індивіди четверника можуть являти собою зростки різних політипів.